# Илия Ковачев (революционер)
Илия Анастасов Ковачев е български революционер, деец на Вътрешната македоно-одринска революционна организация.

## Биография
Роден е в пашмаклийското село Райково, тогава в Османската империя, днес квартал на Смолян, в семейството на Анастас А. Ковачев и Радка Ковачева. Става шивач и се заселва в Дедеагач, където упражнява занаята си. Той и братята му Васил и Райчо са водачи на българската община в града и на борбата за българска просвета и българска църква в Дедеагачко в 1885 – 1895 година. Братята даряват собствената си къща за откриване на българска църква в града.
По-късно Ковачев се присъединява към местния революционен комитет и подкрепя борбата на ВМОРО и ВМОК в Западна Тракия. В края на учебната 1900/1901 година, при Пашмаклийската афера, обвинен в революционна дейност, е арестуван от властите заедно с 40 българи от селата Райково, Устово, Чокманово, Аламидере и Фатово, сред които Димитър Мавров, Коста Ардев и Васил Мавродиев. Лежи първоначално в Пашмакли, след което е отведен в Одрин, където е осъден. Освободен е в 1904 година с общата амнистия.
На 25 март 1943 година, като жител на София, подава молба за българска народна пенсия, която е одобрена и отпусната от Министерския съвет на Царство България.